# Eliseo Insfrán
Eliseo Nino Insfrán Orué más conocido como Eliseo Insfrán (Asunción, Paraguay, 27 de octubre de 1935) es un exfutbolista paraguayo, que se desempeñó como delantero y que militó en diversos clubes de Paraguay, Colombia y Chile.

## Clubes
| Club             | País     | Año       |
| ---------------- | -------- | --------- |
| Guaraní          | Paraguay | 1954-1966 |
| Deportes Quindío | Colombia | 1966      |
| Libertad         | Paraguay | 1967      |
| O'Higgins        | Chile    | 1968      |
| Sportivo Luqueño | Paraguay | 1968-1970 |

## Selección nacional
Ha sido internacional con la Selección de fútbol de Paraguay; donde jugó 21 partidos internacionales y anotó solo 1 gol por dicho seleccionado. Incluso participó con su selección, en 1 Copa Mundial. La única Copa del Mundo en que Insfrán participó, fue en la edición de Suecia 1958, donde su selección quedó eliminada en la primera fase.